# Helmut Rasbol
Helmut Rasbol (* 2. Januar 1925; † 15. Januar 2022 in Kopenhagen; eigentlich Helmuth Leif Rasmussen) war ein dänischer Staatsbürger. Er war im Zweiten Weltkrieg als Mitglied bei den Dänischen SS-Einheiten als Wachmann in einem Konzentrationslager tätig.

## Leben
Helmut Rasbol wurde am 2. Januar 1925 als Helmuth Leif Rasmussen geboren. Nach seinem Schulabschluss absolvierte er seinen Militärdienst und diente ab 1942 als Soldat im Zweiten Weltkrieg. Er gehörte ab 1943 als ausländischer Freiwilliger der Waffen-SS dem dänischen Frikorps an, war als solcher bis zum Kriegsende im Mai 1945 in der weißrussischen Großstadt Babrujsk als Wächter in einem Konzentrationslager für jüdische Gefangene eingesetzt und soll in dieser Zeit maßgeblich an der systematischen Ermordung von etwa 1.400 Juden aktiv mitgewirkt haben.
Nach Kriegsende kehrte er im Sommer 1945 wieder nach Dänemark zurück und änderte seinen Namen zu Helmut Rasbol. Er wohnte fortan in Kopenhagen. Mit seiner späteren Ehefrau bekam er zwei Kinder. Er absolvierte eine Berufsausbildung zum Techniker und war in diesem Beruf bis zur Verrentung im Jahr 1985 tätig, so unter anderem auch in einem Kino.
Im Juli 2015 forderte das Simon Wiesenthal Center im Rahmen der Operation Last Chance ein Verfahren zur Aufklärung der Straftaten von Helmut Rasbol während des Zweiten Weltkriegs und setzte ihn daraufhin im Zuge der Ermittlungen im Jahr 2016 auf den 6. Platz der Liste der meistgesuchten Nazi-Verbrecher. Nachdem die dänische Generalstaatsanwaltschaft im November 2016 mitgeteilt hatte, dass keine Beteiligung von Rasbol im Zusammenhang mit der Ermordung von Juden festgestellt worden sei, wurde das Verfahren eingestellt.
Helmut Rasbol starb am 15. Januar 2022 im Alter von 97 Jahren. Er wurde auf einem Friedhof in der Frederiksberg Kommune beigesetzt.